# Dreamer (låt av Supertramp)
Dreamer är en låt av det brittiska rockbandet Supertramp. Den finns med på albumet Crime of the Century från 1974. I februari 1975 nådde Dreamer en trettonde (13) placering på engelska singellistan. 1980 nådde en liveversion av låten femtonde (15) platsen på Billboardlistan.